# Partito Popolare (Lettonia)
Il Partito Popolare (in lettone: Tautas Partija - TP) è stato un partito politico lettone di orientamento conservatore fondato nel 1998 e dissoltosi nel 2011.

## Storia
Fondato da Andris Šķēle, già Primo ministro dal 1995 al 1997 e dal 1999 al 2000, il partito si presentò per la prima volta in occasione delle elezioni parlamentari in Lettonia del 1998, quando si piazzò al primo posto con il 21,2% dei voti.
Alle successive elezioni parlamentari del 2002 il partito scese al 16,6% dei voti: Šķēle lasciò la politica e Atis Slakteris divenne il presidente del partito. Il TP scese ancora nei consensi per le elezioni europee del 2004, in cui ottenne il 6,7%.
Nel 2004, dopo le dimissioni del Primo ministro Einārs Repše, il partito tornò ad esprimere il capo del governo con Aigars Kalvītis. Alle elezioni parlamentari del 2006, il TP tornò ad essere il primo partito del Paese con il 19,6% dei voti; Kalvītis fu quindi confermato alla carica di Primo ministro.
Nel 2007, tuttavia, il partito fu coinvolto da alcuni gravi fatti di corruzione che portarono alle dimissioni di Kalvitis. Il TP fu fortemente ridimensionato alle elezioni europee del 2009, alle quali ottenne solo il 2,8%.
Alle elezioni parlamentari del 2010 si presentò insieme al Primo Partito di Lettonia - Via Lettone: la coalizione, denominata "Per una Buona Lettonia", ottenne il 7,7% dei voti.
Ormai privo di visibilità, il partito si sciolse il 9 luglio 2011.